# Santa Ana (Colonia)
Pour les articles homonymes, voir Santa Ana.
Santa Ana est une ville de l'Uruguay située dans le département de Colonia. Sa population est de 146 habitants.

## Infrastructure
Santa Ana est située dans le secteur 12 du département de Colonia.

## Population
| Année | Population |
| ----- | ---------- |
| 1963  | 53         |
| 1975  | 64         |
| 1985  | 90         |
| 1996  | 133        |
| 2004  | 146        |

Référence,.